# Літій-нікель-кобальт-алюміній-оксидний акумулятор
Літій-нікель-кобальт-алюміній-оксидний акумулятор (LiNiCoAlO2, NCA) — тип електричного акумулятора, що є різновидом літій-іонного акумулятора, в якому катод виготовляється зі сплавів оксиду літію, нікелю, кобальту, алюмінію.

## Характеристики
- Питома густина енергії: 200—260 (Вт•год/кг)[1]
- Число циклів заряд-розряд: 500
- Напруга:
  - максимальна: 4,2 В
  - номінальна: 3,6 В
  - мінімальна: 3,0 В

## Застосування
Перевагами акумуляторів цього типу є висока питома енергоємність, тривалий термін служби та висока питома потужність. Вони застосовуються у промисловості, електротранспорті, медичній техніці.